# I Love Your Lifestyle
I Love Your Lifestyle är ett svenskt emoband ursprungligen från Jönköping. Gruppen bildades 2012, och har hittills släppt fyra studioalbum. Gruppens andra album fick positiva recensioner av bland annat Pitchfork.

## Diskografi

### Studioalbum
- 2016 – We Go Way Back
- 2019 – The Movie
- 2020 – No Driver
- 2024 – Summerland (Torpa or Nothing)

### EP-skivor
- 2014 – I Love Your Lifestyle
- 2015 – I Was a Loser in School